# Hippolyte et Aricie
Hippolyte et Aricie je francouzská opera (tragédie lyrique) od Jean-Philippe Rameaua, libreto sepsal abbé Simon-Joseph Pellegrin podle Faidry od Jeana Racina. Opera měla premiéru 1. října 1733 v divadle Palais-Royal v Paříži.

## Vznik a první představení
Rameauovi bylo v době, kdy napsal operu Hippolyte et Aricie, padesát let. Byl známý jako hudební teoretik, a také pro své učebnice hry na cembalo, což jej nejspíše vedlo k tomu, aby se začal také zajímat o operu. Jediné z jeho tvorby, co se blížilo opeře, bylo několik sekulárních kantát a několik populárních děl pro Paris fairs. V průběhu roku 1732 Rameau kontaktoval abbé Pellegrina a požádal ho o libreto (ten napsal libreto pro Montéclairovu operu Jephté, z února 1732, která Rameaua zaujala a inspirovala k tvorbě)

## Charakteristika
Tragédie lyrique (nebo také Tragédie en musique) byla uvedena Jean-Baptiste Lullym a jeho libretistou Philippe Quinaultem v 70. letech 17. století. Jejich díla předznamenala směr, jakým se francouzská opera vydala. Když Hippolyte et Aricie (který je také tragédie lyrique) debutoval, André Campra jej popsal slovy: „v této opeře je tolik hudby, že by to stačilo na deset oper. Tento muž (Rameau) nás všechny zastíní.“
Pro množství hudebních inovací byla Rameauova opera brána jako útok na Lullyho dílo a francouzskou operní tradici.
Francouzská veřejnost se rozdělila na dvě znepřátelené skupiny: tradicionalistické přížnivce Lullyho (Lullistes) a modernistické příznivce Rameaua (Ramoneurs). Kontroverze přetrvávaly během celých 30. let 18. století.

## Inscenační historie
První uvedení Hippolyte et Aricie 1733-1743 dosáhlo úctyhodných čtyřiceti repríz. Znovu byla uvedena v souboru čtyřiceti repríz v letech 1742-1743 a znovu v letech 1757 a 1767.
První moderní uvedení (ve 20. století) proběhlo 13. května 1908.
Ve 21. století se Hippolyte et Aricie vrací do světového operního repertoáru.

## Osoby a první obsazení
| Role | Hlas                         | Premiéra, 1. října 1733 (Dirigent: François Francœur) |
| --- | ---------------------------- | ----------------------------------------------------- |
| Hippolyte (Hippolytos)                                                                                         | haute-contre                 | Denis-François Tribou                                 |
| Aricie (Aricia)                                                                                                | soprán                       | Marie Pélissier                                       |
| Phèdre (Faidra)                                                                                                | mezzosoprán                  | Marie Antier                                          |
| Thésée (Théseus)                                                                                               | bas                          | Claude-Louis-Dominique Chassé de Chinais              |
| Pluton (Pluto)                                                                                                 | baryton                      | Jean Dun "fils"                                       |
| Diane (Diana)                                                                                                  | soprán                       | Mlle Eremans                                          |
| Œnone, Faidřina důvěrnice                                                                                      | soprán                       | Mlle Monville                                         |
| Arcas, Théseův přítel                                                                                          | barytenor                    | Louis-Antoine Cuvilliers                              |
| Mercure (Merkur)                                                                                               | haute-contre                 | Dumast                                                |
| Tísifoné | barytenor                    | Louis-Antoine Cuvilliers                              |
| L'Amour, Cupid                                                                                                 | haute-contre                 | Pierre Jélyotte                                       |
| La Grande-Prêtresse, Velekněžka                                                                                | soprán                       | Mlle Petitpas                                         |
| Parques, three Osudy                                                                                           | bas, barytenor, haute-contre | Cuignier, Cuvilliers and Jélyotte                     |
| Un suivant de l'Amour, následovník Cupida                                                                      | haute-contre                 |                                                       |
| Une prêtresse, kněžka bohyně Diany                                                                             | soprán                       | Mlle Petitpas                                         |
| Une bergère, pastýřka                                                                                          | soprán                       | Mlle Petitpas                                         |
| Une matelote, námořnice                                                                                        | soprán                       | Mlle Petitpas                                         |
| Une chasseresse, lovkyně                                                                                       | soprán                       | Mlle Petitpas                                         |
| Duchové podsvětí, lidé z Troezenu, námořníci, lovci, nymfy bohyně Diany, pastýři a pastýřky, lesní lidé (sbor) |                              |                                                       |